# Notoacmea
Notoacmea is een geslacht van weekdieren uit de klasse van de Gastropoda (slakken).

## Soorten
- Notoacmea alta W. R. B. Oliver, 1926
- Notoacmea badia Oliver, 1926
- Notoacmea biradiata (Reeve, 1855)
- Notoacmea cellanoides W. R. B. Oliver, 1926
- Notoacmea chattonensis Laws, 1932 †
- Notoacmea conoidea (Quoy & Gaimard, 1834)
- Notoacmea corrodenda (May, 1920)
- Notoacmea daedala (Suter, 1907)
- Notoacmea elongata (Quoy & Gaimard, 1834)
- Notoacmea flammea (Quoy & Gaimard, 1834)
- Notoacmea mayi (May, 1923)
- Notoacmea nukumaruensis Oliver, 1926 †
- Notoacmea otahuhuensis Laws, 1950 †
- Notoacmea parviconoidea (Suter, 1907)
- Notoacmea petterdi (Tenison-Woods, 1876)
- Notoacmea pileopsis (Quoy & Gaimard, 1834)
- Notoacmea potae Nakano, B. A. Marshall, M. Kennedy & Spencer, 2009
- Notoacmea rapida Nakano, B. A. Marshall, M. Kennedy & Spencer, 2009
- Notoacmea scapha (Suter, 1907)
- Notoacmea scopulina W. R. B. Oliver, 1926
- Notoacmea sturnus (Hombron & Jacquinot, 1841)
- Notoacmea subantarctica W. R. B. Oliver, 1926
- Notoacmea subtilis (Suter, 1907)
- Notoacmea turbatrix Nakano, B. A. Marshall, M. Kennedy & Spencer, 2009